# Liga I de 2023–24
A Liga I de 2023–24 (também conhecida como Superliga por motivos de patrocínio) foi a 106ª edição do Campeonato Romeno de Futebol, a principal divisão do futebol romeno. O atual campeão foi o Farul Constanţa.
A temporada começou em 14 de julho de 2023 e terminou em 26 de maio de 2024.
O Steaua Bucareste foi o campeão, teve seu título confirmado derrotando o atual campeão Farul Constanţa em casa por 2–1, conquistando o 27° título em sua história após nove temporadas sem ganhar a competição.

## Formato
As 16 equipes participantes se enfrentarão duas vezes, totalizando 30 jogos cada. Ao final da 30ª rodada, os seis primeiros colocados disputarão o Play-off round, enquanto os outros dez disputarão o Play-out round.
As equipes classificadas em 9º e 10º na rodada de permanência serão rebaixadas diretamente para a Liga II, enquanto as 7ª e 8ª colocadas jogarão uma rodada de promoção/rebaixamento contra as 3ª e 4ª colocadas da Liga II 2023-24.

## Participantes

### Promovidos e rebaixados
| Pos. | Rebaixados da Liga I |
| ---- | -------------------- |
| 14°  | Argeș Pitești        |
| 15°  | Chindia Târgoviște   |
| 16°  | Mioveni              |

| Pos. | Promovidos da Liga II |
| ---- | --------------------- |
| 1º   | Politehnica Iași      |
| 2º   | Oțelul Galați         |
| 3º   | Dinamo București      |

### Informações dos clubes
| Clube                 | Cidade          | Estádio                            | Capacidade |
| --------------------- | --------------- | ---------------------------------- | ---------- |
| Botoșani              | Botoșani        | Estadio Municipal de Botoșani      | 12.000     |
| CFR Cluj              | Cluj-Napoca     | Stadionul Dr. Constantin Rădulescu | 22.198     |
| Farul Constanţa       | Constança       | Stadionul Viitorul                 | 4.554      |
| Dinamo București      | Bucareste       | Stadionul Arcul de Triumf          | 8.207      |
| FCSB                  | Bucareste       | Arena Națională                    | 55.600     |
| FCU Craiova 1948      | Craiova         | Stadionul Ion Oblemenco            | 30.983     |
| Hermannstadt          | Sibiu           | Stadionul Municipal Sibiu          | 12.363     |
| Oțelul Galați         | Galați          | Stadionul Oțelul                   | 13.500     |
| Petrolul Ploiești     | Ploiești        | Ilie Oană Stadium                  | 15.073     |
| Politehnica Iași      | Iași            | Stadionul Emil Alexandrescu        | 11.390     |
| Rapid București       | Bucareste       | Estádio Rapid-Giulești             | 14.407     |
| Sepsi OSK             | Sfântu Gheorghe | Stadionul Sepsi Arena              | 8.400      |
| Universitatea Cluj    | Cluj-Napoca     | Cluj Arena                         | 30.201     |
| Universitatea Craiova | Craiova         | Stadionul Ion Oblemenco            | 30.983     |
| UTA Arad              | Arad            | Stadionul Francisc von Neuman      | 11.500     |
| Voluntari             | Voluntari       | Stadionul Anghel Iordănescu        | 4.600      |

## Classificação

### Temporada regular
| Pos | Equipe                | Pts | J  | V  | E  | D  | GP | GC | SG  | Classificado   |
| --- | --------------------- | --- | -- | -- | -- | -- | -- | -- | --- | -------------- |
| 1   | Steaua Bucareste      | 64  | 30 | 19 | 7  | 4  | 53 | 28 | +25 | Play-off round |
| 2   | Rapid București       | 55  | 30 | 15 | 10 | 5  | 55 | 32 | +23 | Play-off round |
| 3   | CFR Cluj              | 53  | 30 | 15 | 8  | 7  | 54 | 29 | +25 | Play-off round |
| 4   | Universitatea Craiova | 49  | 30 | 13 | 10 | 7  | 47 | 38 | +9  | Play-off round |
| 5   | Farul Constanţa       | 43  | 30 | 11 | 10 | 9  | 37 | 38 | −1  | Play-off round |
| 6   | Sepsi OSK             | 43  | 30 | 12 | 7  | 11 | 43 | 34 | +9  | Play-off round |
| 7   | Universitatea Cluj    | 42  | 30 | 10 | 12 | 8  | 35 | 38 | −3  | Play-out round |
| 8   | UTA Arad              | 40  | 30 | 10 | 10 | 10 | 36 | 43 | −7  | Play-out round |
| 9   | Hermannstadt          | 40  | 30 | 9  | 13 | 8  | 36 | 31 | +5  | Play-out round |
| 10  | Petrolul Ploiești     | 35  | 30 | 7  | 14 | 9  | 29 | 32 | −3  | Play-out round |
| 11  | Oțelul Galați         | 34  | 30 | 6  | 16 | 8  | 31 | 36 | −5  | Play-out round |
| 12  | Politehnica Iași      | 33  | 30 | 7  | 12 | 11 | 33 | 44 | −11 | Play-out round |
| 13  | FCU Craiova 1948      | 31  | 30 | 9  | 4  | 17 | 43 | 50 | −7  | Play-out round |
| 14  | Dinamo București      | 29  | 30 | 8  | 5  | 17 | 22 | 41 | −19 | Play-out round |
| 15  | Voluntari             | 28  | 30 | 6  | 10 | 14 | 31 | 49 | −18 | Play-out round |
| 16  | Botoșani              | 21  | 30 | 3  | 12 | 15 | 30 | 52 | −22 | Play-out round |

1. 1 2  Pontos frente a frente: Farul Constanța 6, Sepsi OSK 0
2. 1 2  Pontos frente a frente: UTA 3 (+1), Hermannstadt 3 (-1)

### Confrontos
| Mandante \ Visitante  | BOT | CFR | DIN | FAR | FCS | FCU | HER | IAS | OTE | PET | RAP | SPS | UCJ | UCV | UTA | VOL |
| --------------------- | --- | --- | --- | --- | --- | --- | --- | --- | --- | --- | --- | --- | --- | --- | --- | --- |
| Botoșani              | —   | 1–0 | 0–2 | 0–0 | 0–1 | 0–1 | 2–2 | 2–1 | 0–0 | 1–1 | 0–0 | 1–2 | 0–3 | 2–2 | 2–2 | 3–3 |
| CFR Cluj              | 3–1 | —   | 4–0 | 3–1 | 1–1 | 2–0 | 1–0 | 2–0 | 0–0 | 1–0 | 0–1 | 3–0 | 4–0 | 1–1 | 0–0 | 4–1 |
| Dinamo București      | 1–0 | 1–1 | —   | 0–2 | 0–1 | 1–1 | 1–0 | 0–0 | 3–1 | 1–1 | 1–2 | 0–3 | 0–1 | 0–2 | 1–0 | 1–0 |
| Farul Constanţa       | 1–1 | 1–1 | 0–2 | —   | 0–1 | 1–0 | 1–1 | 1–3 | 1–1 | 3–1 | 0–0 | 2–1 | 1–1 | 2–0 | 2–2 | 4–1 |
| Steaua Bucareste      | 3–2 | 1–0 | 2–1 | 1–1 | —   | 2–1 | 3–0 | 2–1 | 0–2 | 1–0 | 1–2 | 1–0 | 2–2 | 3–0 | 4–0 | 0–0 |
| FCU Craiova 1948      | 2–0 | 1–3 | 2–1 | 4–0 | 1–3 | —   | 1–1 | 1–1 | 0–2 | 2–0 | 3–5 | 2–1 | 3–4 | 1–2 | 2–3 | 3–1 |
| Hermannstadt          | 2–0 | 1–0 | 4–0 | 0–1 | 2–2 | 1–0 | —   | 0–0 | 4–1 | 0–0 | 1–1 | 1–1 | 2–2 | 2–1 | 2–1 | 3–1 |
| Politehnica Iași      | 1–1 | 3–3 | 0–0 | 2–3 | 1–3 | 1–1 | 1–3 | —   | 1–1 | 0–0 | 3–1 | 1–0 | 1–0 | 1–4 | 1–0 | 0–0 |
| Oțelul Galați         | 0–2 | 2–2 | 1–0 | 0–1 | 0–2 | 1–0 | 1–1 | 1–1 | —   | 0–0 | 0–0 | 2–3 | 1–1 | 1–3 | 1–1 | 2–2 |
| Petrolul Ploiești     | 2–1 | 1–2 | 1–0 | 3–2 | 2–2 | 4–3 | 0–0 | 2–1 | 2–2 | —   | 0–0 | 1–2 | 1–1 | 2–3 | 0–0 | 0–2 |
| Rapid București       | 2–2 | 3–1 | 4–0 | 3–1 | 4–0 | 4–3 | 2–0 | 3–2 | 2–1 | 0–2 | —   | 0–0 | 2–3 | 2–0 | 4–1 | 1–2 |
| Sepsi OSK             | 5–2 | 2–1 | 2–1 | 0–1 | 2–5 | 1–0 | 1–1 | 6–0 | 1–1 | 0–0 | 0–0 | —   | 0–0 | 1–3 | 1–0 | 4–0 |
| Universitatea Cluj    | 1–0 | 3–4 | 1–1 | 1–0 | 0–0 | 2–1 | 2–1 | 0–2 | 0–1 | 0–0 | 0–3 | 1–0 | —   | 1–1 | 1–3 | 1–2 |
| Universitatea Craiova | 5–1 | 1–0 | 1–0 | 1–2 | 0–3 | 1–1 | 1–0 | 2–2 | 0–0 | 1–3 | 1–1 | 2–1 | 2–2 | —   | 3–0 | 2–1 |
| UTA Arad              | 2–2 | 1–3 | 2–1 | 0–0 | 2–1 | 3–2 | 2–0 | 1–0 | 2–4 | 1–0 | 2–2 | 2–1 | 0–1 | 2–2 | —   | 0–0 |
| Voluntari             | 2–1 | 1–4 | 2–3 | 4–2 | 1–2 | 0–1 | 1–1 | 1–2 | 1–1 | 0–0 | 2–1 | 0–2 | 0–0 | 0–0 | 0–1 | —   |

## Play-off round
| Pos | Equipe                | Pts | J  | V | E | D | GP | GC | SG  | Classificado                                                 |     | FCS | CFR | UCV | FAR | SPS | RAP |
| --- | --------------------- | --- | -- | - | - | - | -- | -- | --- | ------------------------------------------------------------ | --- | --- | --- | --- | --- | --- | --- |
| 1   | FCSB (C)              | 49  | 10 | 5 | 2 | 3 | 12 | 11 | +1  | 1ª. Pré-eliminatória da Liga dos Campeões da UEFA de 2024–25 |     | —   | 0–1 | 2–0 | 2–1 | 2–1 | 2–2 |
| 2   | CFR Cluj              | 46  | 10 | 6 | 1 | 3 | 19 | 14 | +5  | 2ª. Pré-eliminatória da Liga Conferência de UEFA de 2024–25  |     | 0–1 | —   | 1–2 | 5–1 | 2–1 | 3–2 |
| 3   | Universitatea Craiova | 44  | 10 | 6 | 1 | 3 | 18 | 14 | +4  | Play-offs Liga Conferência                                   |     | 2–0 | 0–1 | —   | 1–2 | 3–2 | 2–1 |
| 4   | Farul Constanţa       | 36  | 10 | 4 | 2 | 4 | 19 | 20 | −1  |                                                              |     | 0–1 | 5–1 | 3–3 | —   | 1–4 | 3–1 |
| 5   | Sepsi OSK             | 34  | 10 | 3 | 3 | 4 | 17 | 17 | 0   |                                                              | 2–2 | 1–1 | 1–3 | 1–1 | —   | 3–2 |     |
| 6   | Rapid București       | 32  | 10 | 1 | 1 | 8 | 12 | 22 | −10 |                                                              | 2–0 | 1–4 | 1–2 | 1–2 | 0–1 | —   |     |

## Play-out round
| Pos | Equipe             | Pts | J | V | E | D | GP | GC | SG | Classificação ou descenso           |     | UTA | OTE | HER | UCJ | PET | IAS | BOT | DIN | VOL | FCU |
| --- | ------------------ | --- | - | - | - | - | -- | -- | -- | ----------------------------------- | --- | --- | --- | --- | --- | --- | --- | --- | --- | --- | --- |
| 1   | UTA Arad           | 37  | 9 | 5 | 2 | 2 | 15 | 11 | +4 |                                     |     | —   | 3–1 | 1–3 | –   | –   | –   | 1–0 | –   | 4–3 | 3–1 |
| 2   | Oțelul Galați      | 36  | 9 | 6 | 1 | 2 | 11 | 7  | +4 | Play-offs Liga Conferência          |     | –   | —   | 1–0 | 1–0 | –   | 1–0 | 2–0 | 1–0 | –   | –   |
| 3   | Hermannstadt       | 34  | 9 | 4 | 2 | 3 | 13 | 7  | +6 |                                     |     | –   | –   | —   | 1–1 | 2–0 | 0–1 | 1–1 | 3–0 | –   | –   |
| 4   | Universitatea Cluj | 33  | 9 | 3 | 3 | 3 | 11 | 9  | +2 | Play-offs Liga Conferência          |     | 0–0 | –   | –   | —   | 1–2 | 1–0 | 3–0 | 3–3 | –   | –   |
| 5   | Petrolul Ploiești  | 29  | 9 | 3 | 2 | 4 | 8  | 14 | −6 |                                     |     | 1–1 | 2–1 | –   | –   | —   | –   | 1–2 | –   | 0–4 | 1–0 |
| 6   | Politehnica Iași   | 27  | 9 | 3 | 1 | 5 | 7  | 8  | −1 |                                     | 0–2 | –   | –   | –   | 2–0 | —   | –   | –   | 3–1 | 0–0 |     |
| 7   | Botoșani           | 25  | 9 | 4 | 2 | 3 | 11 | 11 | 0  | Play-offs de promoção/rebaixamento  |     | –   | –   | –   | –   | –   | 2–1 | —   | 2–1 | 0–0 | 4–1 |
| 8   | Dinamo București   | 25  | 9 | 2 | 4 | 3 | 9  | 11 | −2 | Play-offs de promoção/rebaixamento  |     | 2–0 | –   | –   | –   | 1–1 | 1–0 | –   | —   | 1–1 | –   |
| 9   | Voluntari          | 24  | 9 | 2 | 4 | 3 | 11 | 10 | +1 | Rebaixado para a Liga II de 2024–25 |     | –   | 1–1 | 1–0 | 0–1 | –   | –   | –   | –   | —   | 0–0 |
| 10  | FCU Craiova 1948   | 22  | 9 | 1 | 3 | 5 | 8  | 16 | −8 | Rebaixado para a Liga II de 2024–25 |     | –   | 1–2 | 1–3 | 3–2 | –   | –   | –   | 1–1 | –   | —   |

1. 1 2 3 4 5 6 7  UTA Arad, Hermannstadt, Petrolul Ploiești, Poli Iași, Dinamo București, Botoșani e Voluntari não tem a licença da UEFA para a próxima temporada das competições europeias.[6]

## Play-offs

### Play-offs Liga Conferência
Nas semifinais os 7º e 8º classificados da Liga I normalmente disputam uma partida única na casa da equipe melhor colocada (7º classificado). Na final, o vencedor da semifinal do play-off enfrentará o time com melhor classificação no torneio play-off, que ainda não se classificou para as competições europeias. O vencedor da final entrará na segunda pré-eliminatória da Liga Conferência da UEFA de 2024–25.
|  | Semifinal          | Semifinal          | Semifinal |  |  | Final                       | Final                       | Final |
|  |                    |                    |           |  |  |                             |                             |       |
|  |                    |                    |           |  |  | Universitatea Craiova (pen) | Universitatea Craiova (pen) | 1 (5) |
|  | Oțelul Galați      | Oțelul Galați      | 0         |  |  | Universitatea Cluj          | Universitatea Cluj          | 1 (4) |
|  | Universitatea Cluj | Universitatea Cluj | 2         |  |  |                             |                             |       |

## Estatísticas
Atualizado em 26 de maio de 2024.

### Artilheiros
| Pos. | Jogador           | Equipe                | Gols |
| ---- | ----------------- | --------------------- | ---- |
| 1    | Florinel Coman    | Steaua Bucareste      | 18   |
| 1    | Philip Otele      | Cluj                  | 18   |
| 3    | Albion Rrahmani   | Rapid București       | 17   |
| 4    | Alexandru Mitriță | Universitatea Craiova | 16   |
| 5    | Darius Olaru      | Steaua Bucareste      | 15   |
| 6    | Marius Ștefănescu | Sepsi OSK             | 14   |
| 6    | Daniel Bîrligea   | Cluj                  | 14   |
| 8    | Dan Nistor        | Universitatea Cluj    | 13   |
| 9    | Louis Munteanu    | Farul Constanţa       | 12   |